# Tomares bisaurantia
Tomares bisaurantia är en fjärilsart som beskrevs av Turati 1928. Tomares bisaurantia ingår i släktet Tomares och familjen juvelvingar. Inga underarter finns listade i Catalogue of Life.